# Stanempista schawerdae
Stanempista schawerdae är en fjärilsart som beskrevs av Hans Zerny 1927. Stanempista schawerdae ingår i släktet Stanempista och familjen mott. Inga underarter finns listade i Catalogue of Life.